# Expédition Orénoque-Amazone
L'Expédition Orénoque-Amazone est une célèbre expédition ethnographique qui a été menée en Amérique du Sud sous la direction d'Alain Gheerbrant de 1948 à 1950, à laquelle ont également participé Pierre-Dominique Gaisseau, Jean Fichter, et Luis Saenz.  Cette entreprise avait pour but la traversée de la sierra Parima située sur le plateau des Guyanes, et la rencontre des populations amérindiennes locales : Guaharibo (Yanomami), Maquiritare, Piaroa, Puinave. Elle prend son nom des fleuves Orénoque et Amazone, dont elle visait la jonction.

Images d'Amérindiens
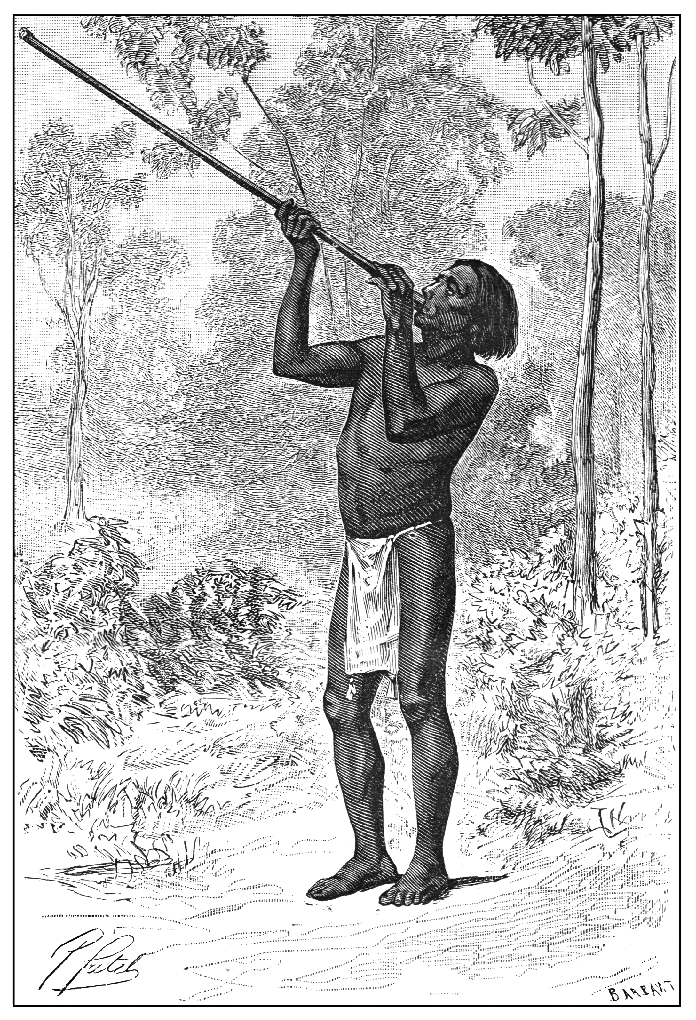
Piaroa avec une sarbacane, gravure de 1882.
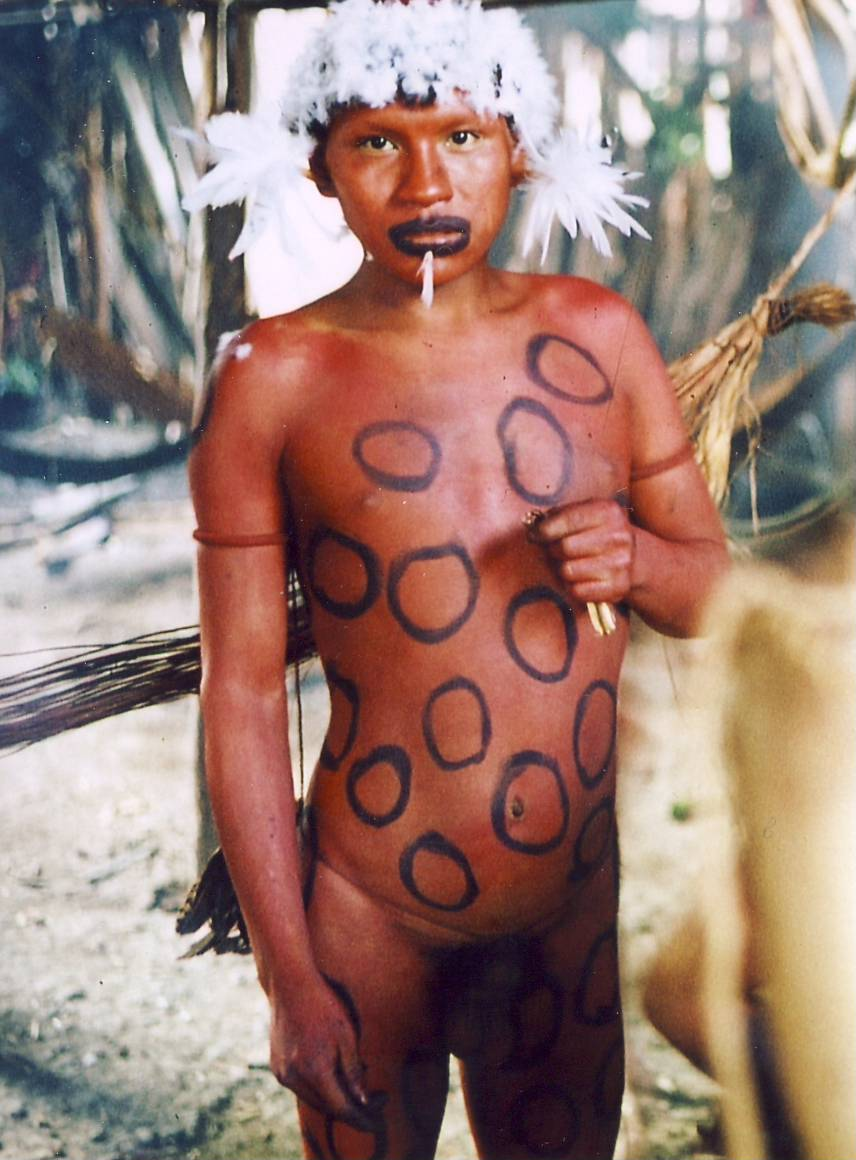
Jeune homme Waika (Yanomani) en tenue de fête, 1973.
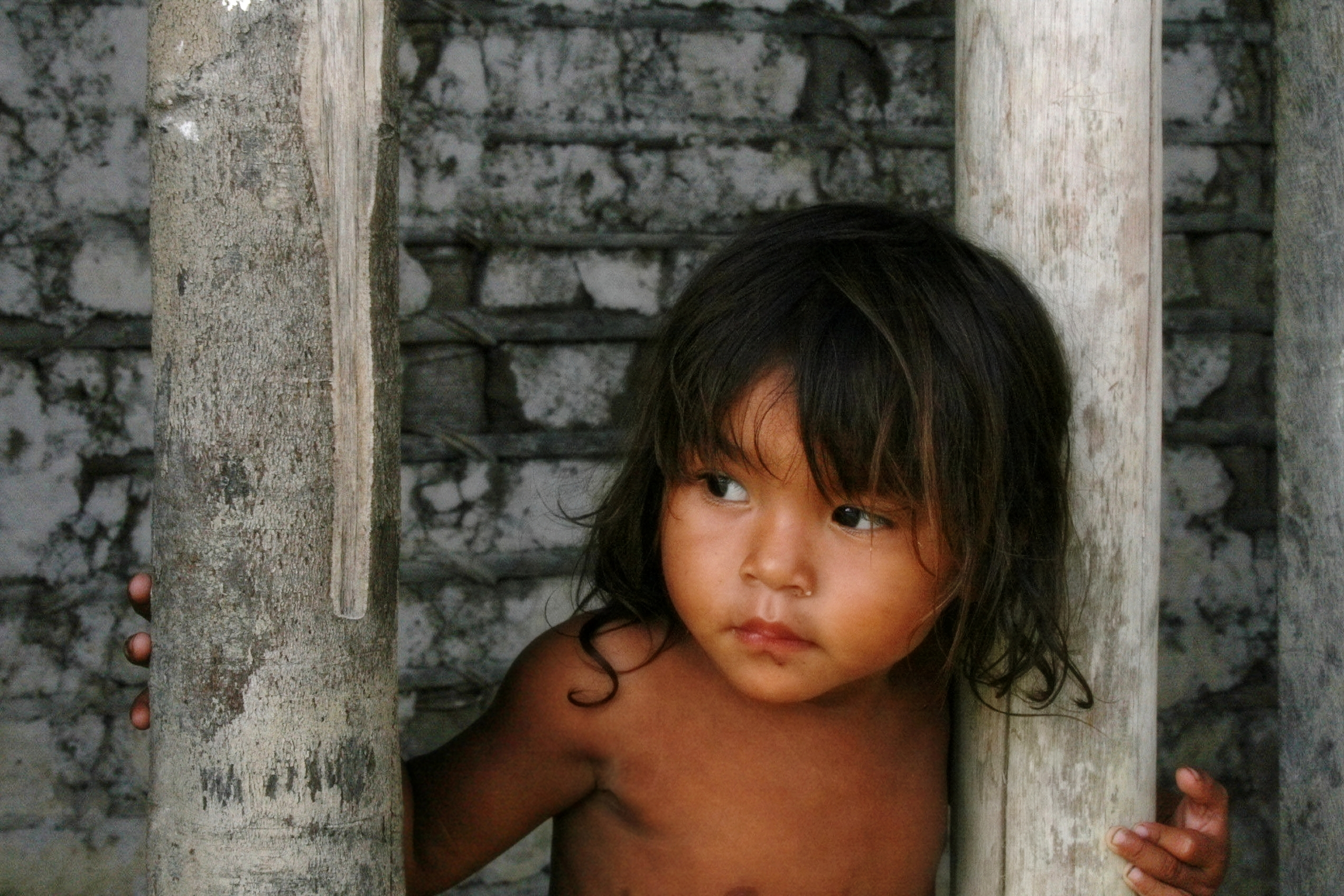
Fillette Yecuana, 2007.

## Documentation
- Enregistrements sonores de musiques amérindiennes collectés lors de l'expédition

## Publications
- Des hommes qu'on appelle sauvages, film documentaire, 1952.
- L'Expédition Orénoque-Amazone, Paris, Gallimard, 1952 ; nouvelle éd. revue et augmentée, 1993.